# Mirosternus
Mirosternus là một chi bọ cánh cứng thuộc họ Ptinidae.

## Các loài
- Mirosternus acutus
- Mirosternus affinis
- Mirosternus amatus
- Mirosternus amaurodes
- Mirosternus angulatus
- Mirosternus basalis
- Mirosternus bicolor
- Mirosternus blackburni
- Mirosternus blackburnioides
- Mirosternus carinatus
- Mirosternus cognatus
- Mirosternus debilis
- Mirosternus denudatus
- Mirosternus dimidiatus
- Mirosternus discolor
- Mirosternus dubiosus
- Mirosternus duplex
- Mirosternus elongatulus
- Mirosternus epichrysus
- Mirosternus euceras
- Mirosternus eutheorus
- Mirosternus excelsior
- Mirosternus eximius
- Mirosternus fractus
- Mirosternus frigidus
- Mirosternus glabripennis
- Mirosternus hawaiiensis
- Mirosternus hirsutulus
- Mirosternus hypocoelus
- Mirosternus ignotus
- Mirosternus irregularis
- Mirosternus kauaiensis
- Mirosternus konanus
- Mirosternus laevis
- Mirosternus lanaiensis
- Mirosternus latifrons
- Mirosternus lugubris
- Mirosternus marginatus
- Mirosternus maurus
- Mirosternus molokaiensis
- Mirosternus montanus
- Mirosternus muticus
- Mirosternus nigrocastaneus
- Mirosternus obscurus
- Mirosternus oculatus
- Mirosternus pallidicornis
- Mirosternus parcus
- Mirosternus parvulus
- Mirosternus peles
- Mirosternus plebeius
- Mirosternus punctatissimus
- Mirosternus punctatus
- Mirosternus pusillus
- Mirosternus pyrophilus
- Mirosternus rufescens
- Mirosternus rugipennis
- Mirosternus sculptus
- Mirosternus simplex
- Mirosternus solidus
- Mirosternus solitarius
- Mirosternus sordidus
- Mirosternus stenarthrus
- Mirosternus subparcus
- Mirosternus testaceus
- Mirosternus tetragonus
- Mirosternus tristis
- Mirosternus varicolor
- Mirosternus varius
- Mirosternus vestitus
- Mirosternus xanthostictus